# Friedrich Fehér
Friedrich Fehér, nato Friedrich Weiss (Vienna, 16 marzo 1889 – Stoccarda, 30 settembre 1950), è stato un attore, regista e sceneggiatore austriaco del cinema muto.
Oltre ad attore teatrale e cinematografico, fu anche produttore, montatore e musicista, e il suo ruolo più famoso resta quello dello studente protagonista de Il gabinetto del dottor Caligari, il capolavoro dell'espressionismo tedesco diretto da Robert Wiene nel 1920.

## Biografia
Nato nel 1889 a Vienna. all'epoca capitale dell'impero austro-ungarico, Friedrich Weiss studiò al conservatorio. Iniziò la sua carriera nel 1907 alla Schauspielhaus di Berlino e al Lessing-Theater, continuando in seguito a recitare sui palcoscenici di Amburgo, Vienna e Praga. Insieme alla compagnia di Max Reinhardt, andò in tournée negli Stati Uniti.
In Germania iniziò a lavorare per il cinema, dirigendo e interpretando con buon successo alcuni adattamenti di testi letterari e teatrali tratti da Schiller e da Lessing. Nel 1916 l'attore, che ormai usava lo pseudonimo di Friedrich Fehér, ritornò a Vienna per due anni. Nel 1919 riprese a recitare per il cinema ed ebbe la parte di Francis, il giovane protagonista ne Il gabinetto del dottor Caligari. Dal 1924 al 1925 venne nominato direttore temporaneo del Renaissancetheater di Vienna.

## Filmografia
La filmografia - basata su IMDb - è completa.

### Regista
- Das Blutgeld (1913)
- Kabale und Liebe (1913)
- Emilia Galotti (1913)
- Die Räuber
- Die Ehe der jungen Felicitas (1913)
- Die Befreiung der Schweiz und die Sage vom Wilhelm Tell (1913)
- Der unsichtbare Gast (1919)
- Die tote Stunde
- Tyrannei des Todes
- Marionetten des Teufels
- Die Tänzerin Marion
- Die rote Hexe (1921)
- Das Haus ohne Tür und Fenster (o Das Haus des Dr. Gaudeamus) (1921)
- Die Geburt des Antichrist (1922)
- Memorie di un monaco (Die Memoiren eines Mönchs) (1922)
- Carrière - Aus dem Leben einer Tänzerin
- Der Sohn des Galeerensträftlings
- Die Courtisane von Venedig (1924)
- Das verbotene Land
- Ssanin
- Das graue Haus
- Verbotene Liebe
- Mata Hari (Mata Hari, die rote Tänzerin) (1927)
- Maria Stuarda (Maria Stuart, Teil 1 und 2) (1927)
- Die Geliebte des Gouverneurs
- Draga Maschin
- Sensations-Prozess (1928)
- That Murder in Berlin
- Hotelgeheimnisse
- Kdyz struny lkají (1930)
- Il suo bambino (Ihr Junge) (1931)
- L'uomo nero (Gehetzte Menschen) (1932)
- The Robber Symphony (1937)

### Attore
- Kabale und Liebe, regia di Friedrich Fehér (1913)
- Emilia Galotti, regia di Friedrich Fehér (1913)
- Die Räuber
- Die Ehe der jungen Felicitas, regia di Friedrich Feher (1913)
- Stürme
- Die Befreiung der Schweiz und die Sage vom Wilhelm Tell, regia di Friedrich Fehér (1913)
- Alessandra (Alexandra), regia di Curt A. Stark (1915)
- Der Schuß im Traum, regia di Max Mack (1915)
- Die Räuberbraut, regia di Robert Wiene (1916)
- Lebenswogen
- Das neue Leben
- Der unsichtbare Gast, regia di Friedrich Feher (1919)
- Bergblumen
- Il gabinetto del dottor Caligari (Das Cabinet des Dr. Caligari), regia di Robert Wiene (1920)
- Die drei Tänze der Mary Wilford
- Die tote Stunde
- Tyrannei des Todes
- Die sieben Gesichter
- Wie das Schicksal spielt
- Marionetten des Teufels
- Die rote Hexe regia di Friedrich Fehér (1921)
- Das Haus ohne Tür und Fenster (o Das Haus des Dr. Gaudeamus), regia di Friedrich Fehér (1921)
- Die Geburt des Antichrist, regia di Friedrich Fehér (1922)
- Memorie di un monaco (Die Memoiren eines Mönchs), regia di Friedrich Feher (1922)
- Hoffmanns Erzählungen, regia di Max Neufeld (1923)
- Der Rosenkavalier
- Ihr Junge, regia di Friedrich Fehér (1931)
- Jive Junction, regia di Edgar G. Ulmer (1943)

### Sceneggiatore
- Das Haus ohne Tür und Fenster (o Das Haus des Dr. Gaudeamus), regia di Friedrich Fehér (1921)
- Memorie di un monaco (Die Memoiren eines Mönchs), regia di Friedrich Feher (1922)
- Ssanin
- Maria Stuarda (Maria Stuart, Teil 1 und 2), regia di Friedrich Fehér (1927)
- Die Geliebte des Gouverneurs
- The Robber Symphony, regia di Friedrich Fehér (1937)

### Compositore
- The Robber Symphony, regia di Friedrich Fehér (1937)
- Ihr Junge, regia di Friedrich Fehér (1931)

### Produttore
- The Robber Symphony, regia di Friedrich Fehér (1937)
- The Blue Danube

### Musica/Montaggio
- Kdyz struny lkají, regia di Friedrich Feher - montatore (1930)
- The Robber Symphony, regia di Friedrich Fehér - direttore d'orchestra (1937)

### Film o documentari dove appare Friedrich Fehér
- Historia del cine: Epoca muda